# Selecção de basquete de Moçambique
A selecção nacional de basquetebol de Moçambique é a equipa que representa o país nos torneios oficiais de basquetebol a nível de selecção nacional e está ligada à Federação Moçambicana de Basquetebol.

## História

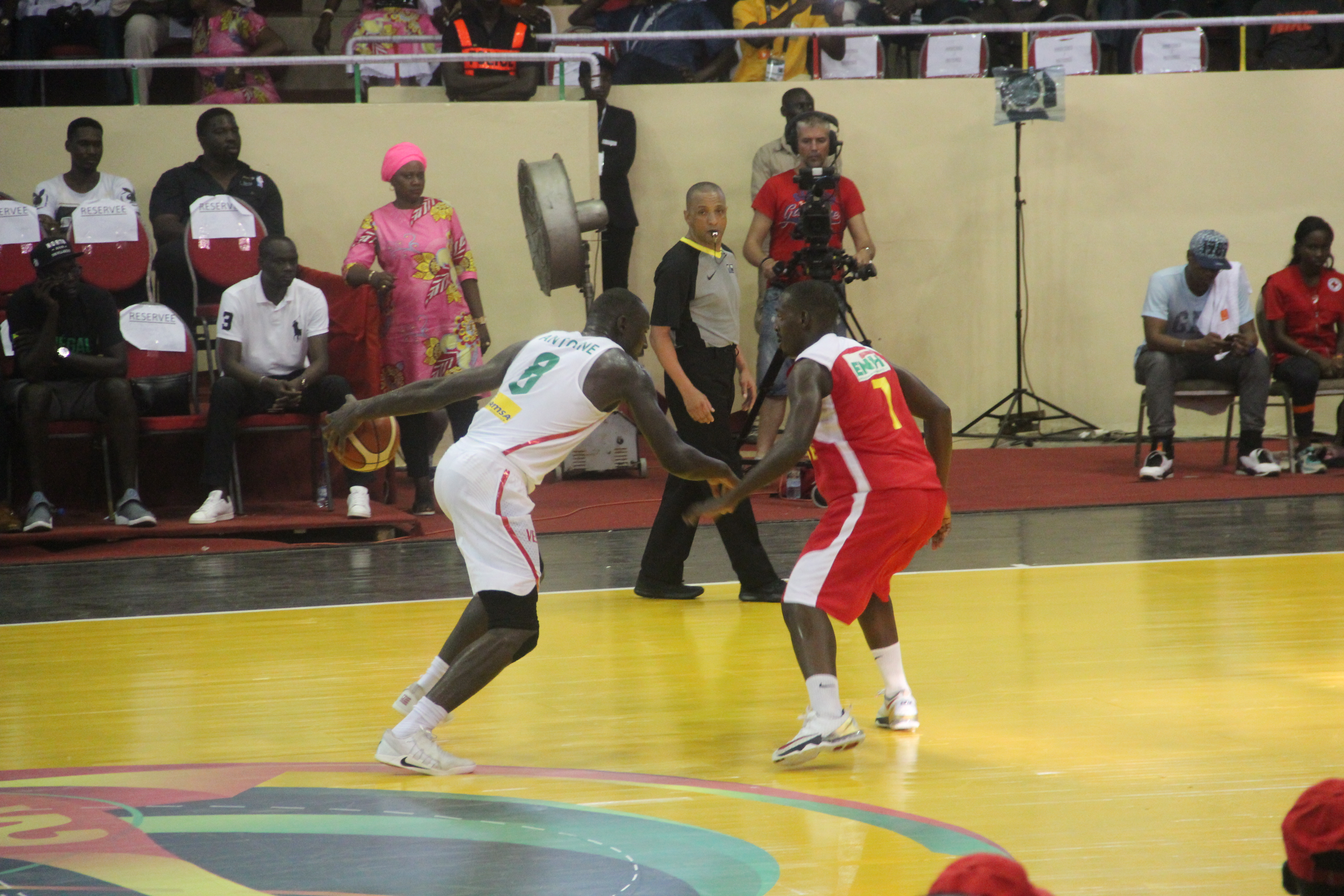
O jogador moçambicano Ermelindo Orlando (nº 7) a defender o senegalês Antoine Mendy no AfroBasket 2003.

### Século XX
Foi criada em 1978 e nesse mesmo ano ingressou na FIBA África. Em 1981, classificou-se pela primeira vez para o AfroBasket, terminando décimos em Mogadíscio, na Somália.
No AfroBasket 1985, em Alexandria, no Egito, terminou em quinto lugar e dois anos depois terminou em nono lugar na edição que foi disputada em Abidjan, na Costa do Marfim. Dez anos depois classificou-se novamente para o Afrobasket onde terminou em nono lugar em Argel, Argélia. Em 1999 qualificou-se novamente para o AfroBasket de Angola e terminou na décima posição, e desde essa edição não deixou de participar no torneio mais importante a nível continental, embora sem grande sucesso.

### Século XXI
Também participaram dos Jogos Pan-Africanos de 2011, onde perderam a final para a Nigéria, que é a conquista mais importante da seleção.
As selecções feminina e masculina foram treinadas nas décadas de 2000 e 2010, entre outros, pelo moçambicano Milagre Macome e pelo galego Alberto Blanco, que conquistou o ouro com a selecção feminina de Moçambique na primeira edição dos Jogos da Lusofonia em 2006.